# Ondtjärnen
Ondtjärnen är en sjö i Bollnäs kommun i Hälsingland och ingår i Skärjåns huvudavrinningsområde. Sjön är 12,5 meter djup, har en yta på 0,0804 kvadratkilometer och befinner sig 202,3 meter över havet. Den används som put and take sjö.

## Delavrinningsområde
Ondtjärnen ingår i det delavrinningsområde (678397-154309) som SMHI kallar för Mynnar i Ovanbäcken. Medelhöjden är 227 meter över havet och ytan är 4,97 kvadratkilometer. Det finns inga avrinningsområden uppströms utan avrinningsområdet är högsta punkten. Vattendraget som avvattnar avrinningsområdet har biflödesordning 3, vilket innebär att vattnet flödar genom totalt 3 vattendrag innan det når havet efter 46 kilometer. Avrinningsområdet består mestadels av skog (96 procent). Avrinningsområdet har 0,08 kvadratkilometer vattenytor vilket ger det en sjöprocent på 1,6 procent.